# Cabin Attendants Union
Cabin Attendants Union (CAU) – Kabinepersonaleforeningen af 1966, er en dansk faglig organisation for kabinepersonale i SAS Danmark.

## Historie og formål
CAU blev oprettet i november 1966.
CAU har til formål at varetage medlemmernes økonomiske og sociale interesser og er partipolitisk neutral.

## Hovedorganisation
CAU's hovedorganisation var FTF, men siden d. 1. januar 2019 har CAU været medlem af FH.

## Ekstern henvisning
- CAUs hjemmeside